# Natação no Campeonato Mundial de Esportes Aquáticos de 2011 - 1500 m livre feminino

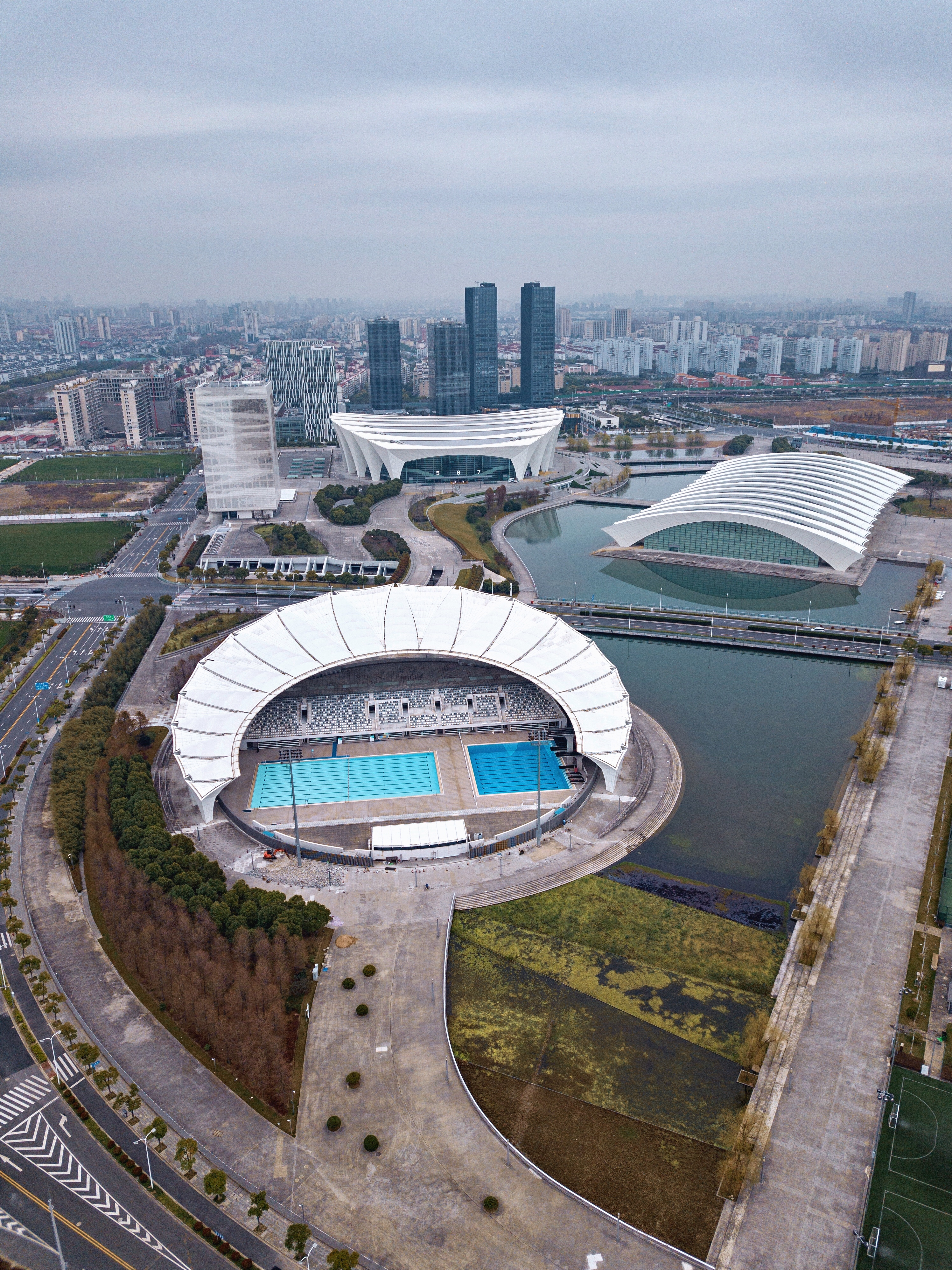
Área do(s) campenato(s)

A prova dos 1500 metros livre feminino da natação no Campeonato Mundial de Esportes Aquáticos de 2011 ocorreu entre os dias 25 de julho e 26 de julho no Shanghai Oriental Sports Center  em Xangai.

## Recordes
Antes desta competição, os recordes mundiais e do campeonato nesta prova eram os seguintes:
| Tipo                  | Atleta          | Tempo    | Local         | Data                |
| --------------------- | --------------- | -------- | ------------- | ------------------- |
|                       | Kate Ziegler    | 15:42.54 | Mission Viejo | 27 de junho de 2007 |
| Recorde do campeonato | Alessia Filippi | 15:44.93 | Roma          | 28 de julho de 2009 |

## Medalhistas
| Ouro              | Prata              | Bronze          |
| Lotte Friis (DEN) | Kate Ziegler (USA) | Li Xuanxu (CHN) |

## Resultados

### Eliminatórias
26 nadadoras de 23 nações participaram da prova, As 8  melhores competidoras se classificaram para a final.
| Pos. | Bateria | Raia | Nadadora                 | Nacionalidade      | Tempo    | Notas            |
| ---- | ------- | ---- | ------------------------ | ------------------ | -------- | ---------------- |
| 1    | 4       | 4    | Lotte Friis              | Dinamarca          | 16:00.47 | Q                |
| 2    | 3       | 7    | Shao Yiwen               | China              | 16:01.72 | Q                |
| 3    | 4       | 5    | Kate Ziegler             | Estados Unidos     | 16:02.53 | Q                |
| 4    | 3       | 6    | Kristel Köbrich          | Chile              | 16:03.50 | Q                |
| 5    | 4       | 7    | Wendy Trott              | África do Sul      | 16:05.63 | Q,               |
| 6    | 4       | 3    | Li Xuanxu                | China              | 16:05.82 | Q                |
| 7    | 3       | 4    | Melissa Gorman           | Austrália          | 16:07.39 | Q                |
| 8    | 3       | 5    | Erika Villaécija García  | Espanha            | 16:12.45 | Q                |
| 9    | 4       | 6    | Chloe Sutton             | Estados Unidos     | 16:13.20 |                  |
| 10   | 2       | 4    | Gráinne Murphy           | Irlanda            | 16:14.81 |                  |
| 11   | 3       | 3    | Éva Risztov              | Hungria            | 16:22.60 |                  |
| 12   | 2       | 5    | Keri-Anne Payne          | Reino Unido        | 16:23.11 |                  |
| 13   | 3       | 2    | Martina Rita Caramignoli | Itália             | 16:23.75 |                  |
| 14   | 4       | 2    | Andreina Pinto           | Venezuela          | 16:23.96 |                  |
| 15   | 2       | 3    | Jessica Ashwood          | Austrália          | 16:25.85 |                  |
| 16   | 4       | 8    | Patricia Castañeda       | México             | 16:26.36 | Recorde nacional |
| 17   | 2       | 6    | Camelia Potec            | Roménia            | 16:29.79 |                  |
| 18   | 2       | 8    | Julia Hassler            | Liechtenstein      | 16:34.74 | Recorde nacional |
| 19   | 2       | 2    | Marianna Lymperta        | Grécia             | 16:35.16 |                  |
| 20   | 3       | 1    | Savannah King            | Canadá             | 16:35.67 |                  |
| 21   | 2       | 7    | Nina Dittrich            | Áustria            | 16:37.15 |                  |
| 22   | 2       | 1    | Charetzeni Escobar       | México             | 16:40.09 |                  |
| 23   | 1       | 4    | Han Na-Kyeong            | Coreia do Sul      | 17:06.37 |                  |
| 24   | 3       | 8    | Maja Cesar               | Eslovênia          | 17:22.42 |                  |
| 25   | 1       | 5    | Yesim Giresunlu          | Turquia            | 17:23.60 |                  |
| 26   | 1       | 3    | Simona Marinova          | Macedônia do Norte | 17:44.99 |                  |
| –    | 4       | 1    | Cecilia Biagioli         | Argentina          |          | DNS              |

### Final
Estes são os resultados da final.
| Pos.              | Raia | Nadadora                | Nacionalidade  | Tempo    | Notas |
| ----------------- | ---- | ----------------------- | -------------- | -------- | ----- |
| Medalha de ouro   | 4    | Lotte Friis             | Dinamarca      | 15:49.59 |       |
| Medalha de prata  | 3    | Kate Ziegler            | Estados Unidos | 15:55.60 |       |
| Medalha de bronze | 7    | Li Xuanxu               | China          | 15:58.02 | ,     |
| 4                 | 6    | Kristel Köbrich         | Chile          | 16:05.11 |       |
| 5                 | 1    | Melissa Gorman          | Austrália      | 16:05.98 |       |
| 6                 | 2    | Wendy Trott             | África do Sul  | 16:06.02 |       |
| 7                 | 8    | Erika Villaécija García | Espanha        | 16:09.71 |       |
| 8                 | 5    | Shao Yiwen              | China          | 16:12.01 |       |

Legenda
| Recorde mundial       | Recorde mundial (World record)               |                       | Recorde africano                      | Recorde africano (African) |                                           | Q | Classificado por posição (Qualified) |
| Recorde do campeonato | Recorde do campeonato (Championship record)  | Recorde da América    | Recorde da América (Americas)         | q                          | Classificado por melhor tempo (Qualified) |   |                                      |
| Melhor marca do ano   | Melhor marca do ano (World leading)          | Recorde asiático      | Recorde asiático (Asian)              | DNS                        | Não largou (Did not start)                |   |                                      |
| Recorde nacional      | Recorde nacional (National record)           | Recorde europeu       | Recorde europeu (European)            | DNF                        | Não terminou (Did not finish)             |   |                                      |
| Recorde pessoal       | Recorde pessoal do atleta (Personal best)    | Recorde da Oceania    | Recorde da Oceania (Oceania)          | DSQ / DQ                   | Desclassificado (Disqualified)            |   |                                      |
| Recorde da temporada  | Recorde da temporada do atleta (Season best) | Recorde sul-americano | Recorde sul-americano (South America) | NM                         | Sem marca (No mark)                       |   |                                      |